# Brain Trust
Brain Trust bezeichnet ein Gremium von Experten in wissenschaftlichen oder politischen Schlüsselpositionen, die ihr Wissen gemeinschaftlich zur Beratung beispielsweise einer Regierung einbringen. Die englische Bezeichnung ist zusammengesetzt aus „brain“ (= Gehirn, Verstand) und „trust“ (= Vertrauen, Treuhand, Kartell).
In den Vereinigten Staaten wurde der Begriff vor allem während der Präsidentschaft von Franklin D. Roosevelt bekannt, sein „Brains Trust“ war eine Gruppe von Beratern innerhalb seiner Administration, der den New Deal vorbereitete und ursprünglich aus einer Gruppe von Rechts- und Wirtschaftsprofessoren der Columbia University bestand, Adolf Berle, Rexford Tugwell, der darüber 1968 ein Buch The Brains Trust schrieb, und Raymond Moley, der Bankier James Warburg und andere. Als einer der ersten verwendete der Journalist James Kiernan von der New York Times 1932 diesen Begriff (Brains Trust, später verkürzt zu Brain Trust) für die Gruppe.
Der Begriff erschien 1899 zum ersten Mal im Marion Daily Star; es hieß dort: Since everything else is tending to trusts, why not a brain trust? Die Bedeutung verweist auf die Zeit, als das trust-busting, ein populärer politischer Slogan, zum Sherman Antitrust Act von 1890 beitrug und später bedeutend für die Präsidentschaft von Theodore Roosevelt war. Der Begriff wurde dann wieder 1928 im Time Magazine verwendet.